# Marge Simpson
Marjorie „Marge” Simpson, z domu Bouvier - fikcyjna postać występująca w serialu animowanym o rodzinie Simpsonów. 
Marge ma ok. 34 lat i jest żoną Homera i matką Barta, Lisy oraz Maggie. Jej najbardziej zauważalną cechą fizyczną są długie niebieskie włosy upięte w niezwykle wysoki kok oraz czerwony naszyjnik z pereł. Zawsze nosi długą seledynową sukienkę bez ramiączek i czerwone buty na obcasie. Marge spędza większość czasu opiekując się domem, troszcząc się o Maggie, pomagając Lisie oraz wychowując Barta i broniąc go przed gniewem Homera. Postać Marge ilustruje amerykański stereotyp żony. Wie wszystko o swej rodzinie. Swojego przyszłego męża poznała w college’u, w którym, zanim to nastąpiło, była jedną z lepszych studentek. Jednak Homera pocałowała jak miała ok. 11 lat. (ur. ok. 1963)  
W amerykańskiej wersji serialu głos Marge należy do aktorki Julie Kavner.